# Brouère
Le brouère est un fromage français, originaire de la Lorraine. Il est fabriqué par la fromagerie de l'Ermitage à Bulgnéville (près de Vittel).

## Caractéristiques
Ses 43 centimètres de diamètre et son poids de 12 kilogrammes en font le plus petit des fromages de garde. Il est modelé dans des moules en bois dont les motifs sont créés par un artisan sculpteur. L'affinage du brouère varie de 4 à 7 mois.

## Anecdote
Une meule de brouère a été placée sur orbite puis récupérée dans le Pacifique le 8 décembre 2010 à bord de la première capsule inhabitée SpaceX Dragon en hommage au sketch La Fromagerie des Monty Python,.